# كاميني
كاميني هي بلدة تقع في مقاطعة ريدجو كالابريا في إيطاليا.

## السكان
في سنة 1861 بلغ عدد السكان 895 نسمة، وتطور العدد ليصل في سنة 2011 لـ 715 نسمة.
يظهر هذا المخطط البياني تطور النمو السكاني لـ كاميني